# Cirque of the Towers
Le cirque of the Towers ou cirque des Tours est le nom donné à un ensemble de pics montagneux situés au sud de la chaîne de Wind River dans le Wyoming aux États-Unis. Le cirque fait partie de la réserve sauvage Bridger Wilderness dans la forêt nationale de Bridger-Teton et de la réserve sauvage Popo Agie Wilderness dans la forêt nationale de Shoshone.

## Toponymie
L'alpiniste Orrin Bonney donna le nom au lieu en 1941 après avoir visité l'endroit.

## Géographie

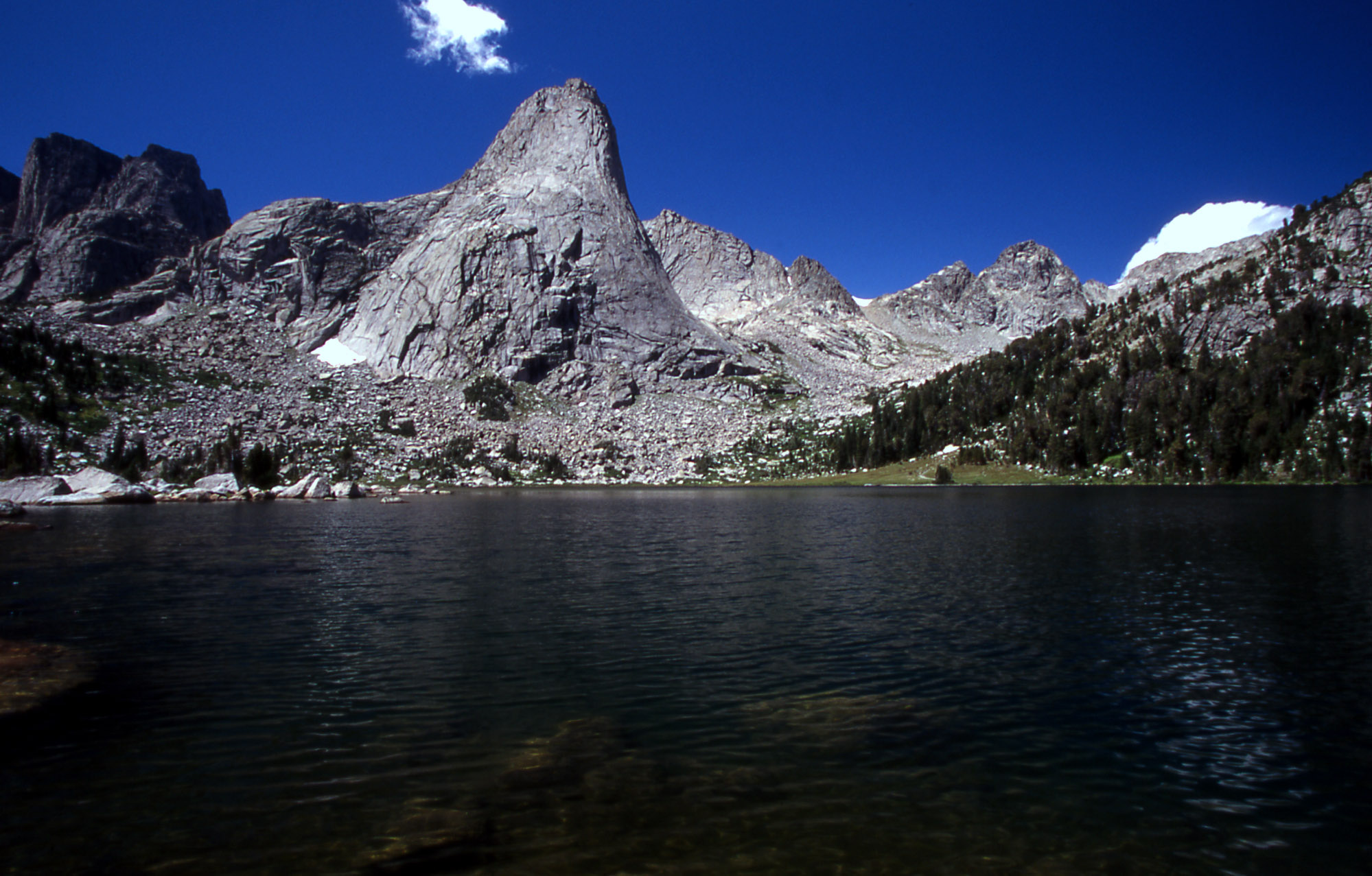
Pic Pingora au-dessus du lac Lonesome Lake.

Le cirque est une vallée presque circulaire créée par un glacier il y a plus de 8 000 ans. La montagne est presque entièrement composée de granite. Le Continental Divide passe par le sommet de plusieurs des pics les plus importants.
Les pics ont une hauteur en moyenne inférieure de 300 mètres par rapport aux grands sommets de la région. Le pic Lizards Head (« pic à tête de lézard ») est le plus haut avec ses 3 915 mètres d'altitude au sommet. Les autres pics se nomment Shark's Nose, Warbonnet, Warrior Peak, Wolf's Head et Pingora.
Il existe quatre lacs dans le cirque dont le Lonesome Lake. Pour éviter toute pollution, il est interdit de camper à moins de 400 mètres des berges du lac.

## Escalade

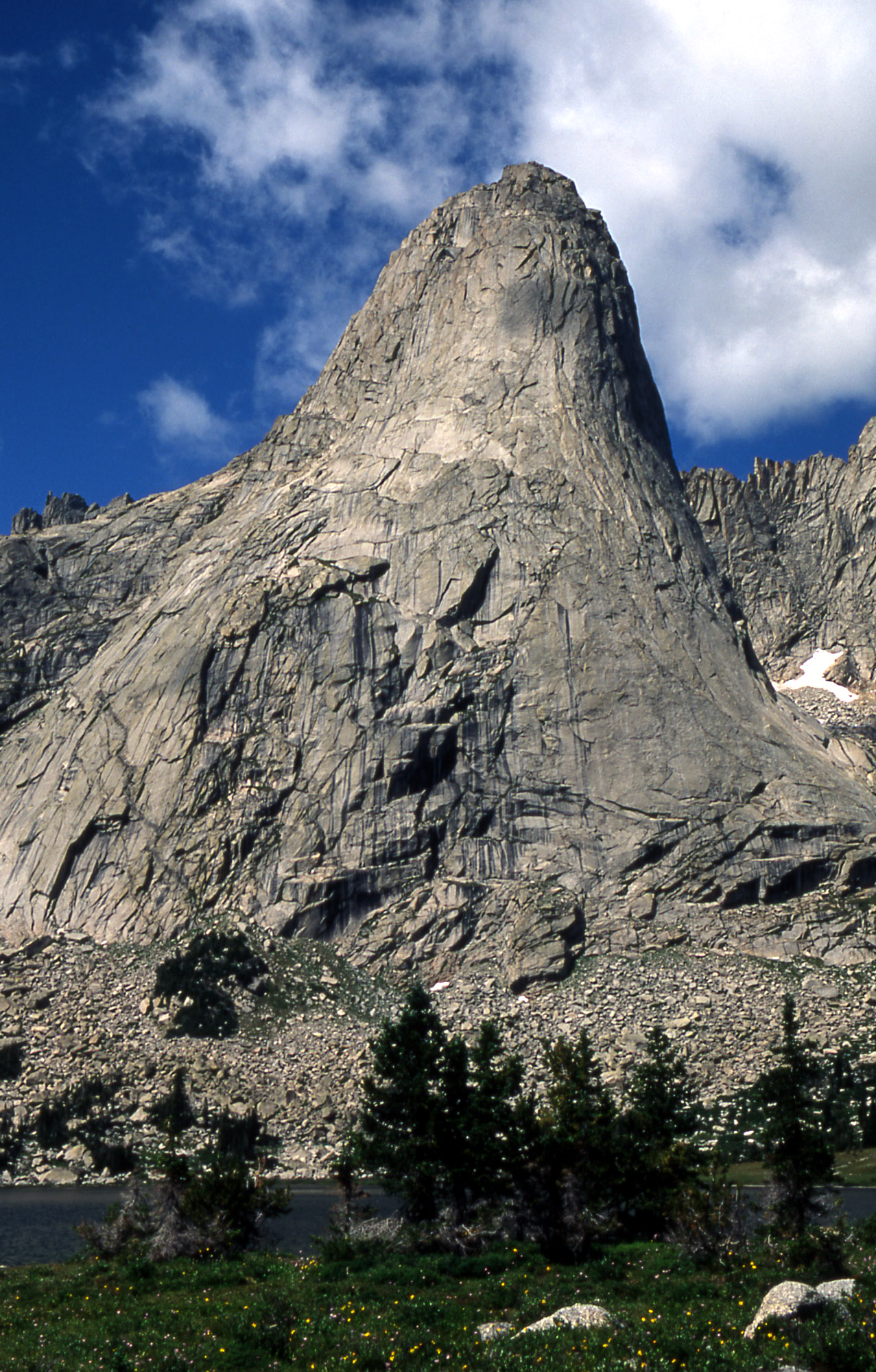
Pic Pingora, paradis des alpinistes.

Le lieu est une destination appréciée pour les alpinistes qui trouvent en un même lieu plusieurs pics rocheux dont l'escalade est très technique. Il existe des milliers de voies d'accès aux sommets. Très peu de ces pics furent escaladés avant les années 1950. Plus tôt, la région avait été préservée des visiteurs grâce à son éloignement.